# Battaglia del Crisa
La battaglia del Crisa si svolse nel 392 a.C., nel corso delle guerre greco-puniche, sulle rive del fiume Crisa, l'attuale Dittaino in Sicilia. La battaglia vide contrapposti l'esercito cartaginese comandato da Magone e quello siracusano comandato da Dionisio I, tiranno di Siracusa, che unì il suo esercito con quello dell'alleato Agyris, tiranno della città di Agyrion.
Magone era stato sconfitto da Dionisio nella battaglia di Abacano del 393 a.C., che non aveva influito sul ruolo dei Cartaginesi in Sicilia. Insieme ai rinforzi giunti da Cartagine nel 392 a.C., Magone si era mosso per attaccare Sicles, città della Sicilia centrale alleata con Siracusa. Successivamente i Cartaginesi raggiunsero e si accamparono presso il fiume Crisa; i Sicelioti si interposero tra le linee commerciali dei cartaginesi impedendo loro di rifornirsi adeguatamente, mentre alcuni Greci disertarono perché Dionisio si rifiutava di affrontare il nemico in una battaglia campale. Entrambi i generali si accordarono siglando tra loro una tregua che formalmente consentì ai Cartaginesi di conquistare i territori a ovest del fiume Halycus, mentre Dionisio si imponeva come tiranno presso le altre genti sicule. La tregua si ruppe nel 383 a.C., quando Dionisio attaccò nuovamente i Cartaginesi.